# Clusia bracteosa
Clusia bracteosa är en tvåhjärtbladig växtart som beskrevs av José Cuatrecasas. Clusia bracteosa ingår i släktet Clusia och familjen Clusiaceae. Inga underarter finns listade i Catalogue of Life.